# Świątniki (powiat wrocławski)

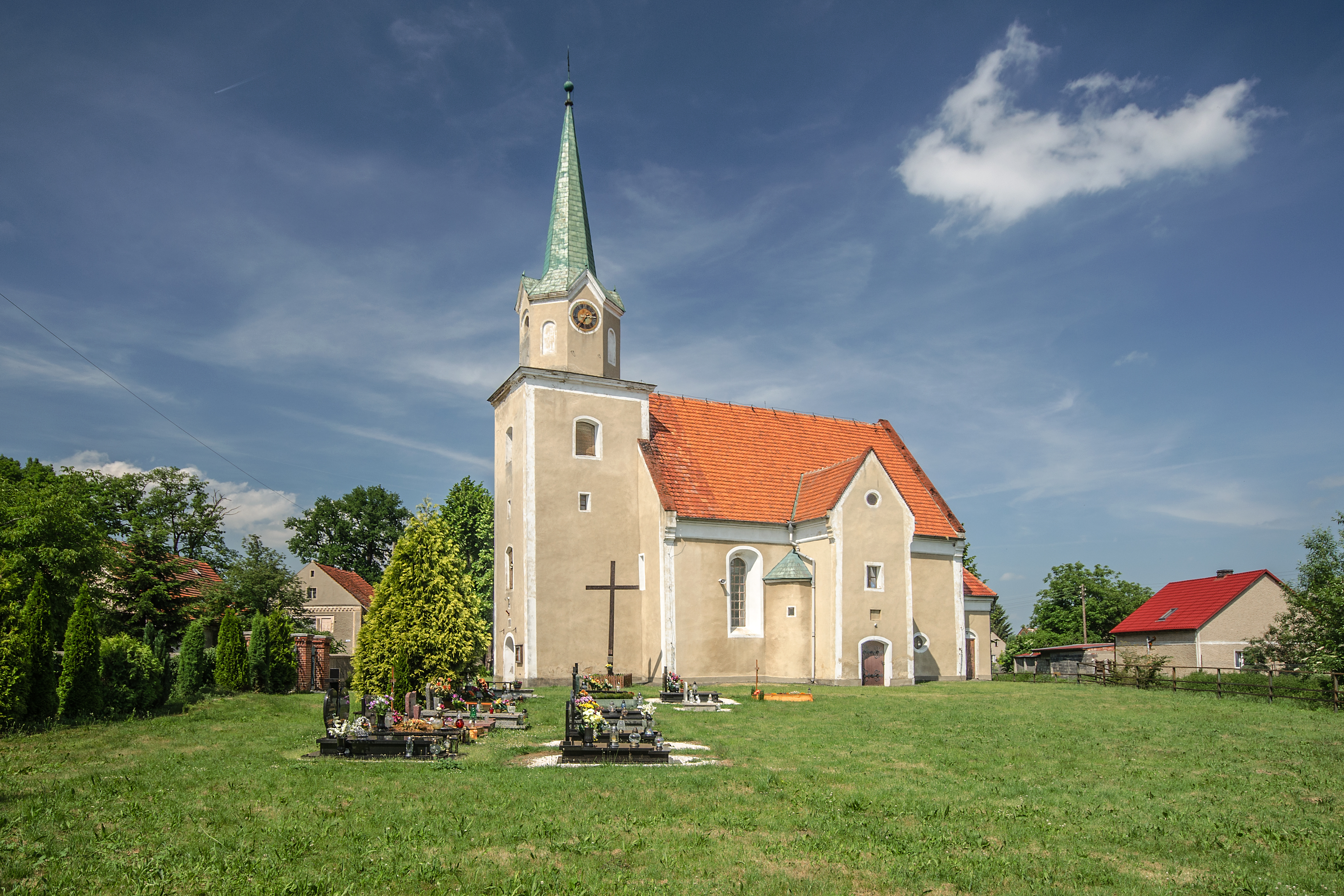
Kościół Matki Bożej Bolesnej w Świątnikach

Świątniki (niem. Schwentning) – wieś w Polsce położona w województwie dolnośląskim, w powiecie wrocławskim, w gminie Sobótka.

## Podział administracyjny
W latach 1975–1998 miejscowość należała administracyjnie do województwa wrocławskiego.

## Zabytki
Do wojewódzkiego rejestru zabytków wpisane są:
- zespół pałacowy, z drugiej połowy XVIII i XX w.:
  - pałac z XVIII wieku
  - park
- willa, ul. Sanatoryjna 19, z 1902 r.

inne zabytki:
- kościół z XIV wieku